# Зерфат (Нью-Джерсі)
Зерфат (англ. Zarephath) — переписна місцевість (CDP) в США, в окрузі Сомерсет штату Нью-Джерсі. Населення — 69 осіб (2020).

## Географія
Зерфат розташований за координатами 40°32′4″ пн. ш. 74°34′20″ зх. д. / 40.53444° пн. ш. 74.57222° зх. д. (40.534573, -74.572191).  За даними Бюро перепису населення США в 2010 році переписна місцевість мала площу 1,15 км², з яких 1,05 км² — суходіл та 0,11 км² — водойми.

## Демографія
Згідно з переписом 2010 року, у переписній місцевості мешкало 37 осіб у 19 домогосподарствах у складі 7 родин. Густота населення становила 32 особи/км².  Було 20 помешкань (17/км²).
Расовий склад населення:
| - 97,3 % — білих - 2,7 % — чорних або афроамериканців |

До двох чи більше рас належало 0,0 %. Частка іспаномовних становила 5,4 % від усіх жителів.
За віковим діапазоном населення розподілялося таким чином: 18,9 % — особи молодші 18 років, 29,7 % — особи у віці 18—64 років, 51,4 % — особи у віці 65 років та старші. Медіана віку мешканця становила 66,5 року. На 100 осіб жіночої статі у переписній місцевості припадало 54,2 чоловіків;  на 100 жінок у віці від 18 років та старших — 66,7 чоловіків також старших 18 років.
Цивільне працевлаштоване населення становило 0 осіб. 